# Jorge Fernández Zamora
Jorge Ignacio Fernández Zamora (25 de septiembre de 1968) es un jinete uruguayo que compitió en la modalidad de concurso completo. Ganó una medalla de bronce en los Juegos Panamericanos de 1999, en la prueba por equipos.

## Palmarés internacional
| Juegos Panamericanos | Juegos Panamericanos | Juegos Panamericanos | Juegos Panamericanos |
| Año                  | Lugar                | Medalla              | Categoría            |
| -------------------- | -------------------- | -------------------- | -------------------- |
| 1999                 | Winnipeg (Canadá)    | Medalla de bronce    | Por equipos          |